# Roberto Aliboni
Roberto Aliboni (Massa, 22 maggio 1955) è un allenatore di calcio ed ex calciatore italiano, di ruolo portiere.

## Carriera

### Giocatore

Aliboni al Brescia nel 1987, in anticipo sullo juventino Serena.

Dopo aver militato a lungo in varie squadre di Serie D e C, nel 1983 quando viene acquistato dal Brescia in Serie C1: da titolare delle Rondinelle in tre anni conquista prima la Serie B e poi la Serie A, categoria in cui è titolare nella stagione 1986-1987 retrocedendo tuttavia in Serie B. L'anno successivo, all'età di 33 anni, torna in Serie C1 tra le file del Prato, per poi rientrare in Serie A nel 1988 con la maglia del Cesena, in qualità di secondo portiere.
Tornato in Toscana, ha concluso la carriera in Serie C con le maglie di Massese, Livorno e Carrarese, chiudendo la carriera con l'Aglianese.

### Allenatore
Una volta conclusa la carriera agonistica è rimasto nel mondo del calcio come collaboratore e preparatore dei portieri. Nella stagione 2008-2009 ha fatto parte dello staff dell'Empoli, nel 2011 è preparatore degli estremi difensori del Vicenza allenato da Silvio Baldini, mentre dal 5 gennaio 2013 ricopre il medesimo ruolo allo Spezia, in Serie B.

## Palmarès

### Giocatore
- Campionato italiano Serie D: 1

Olbia: 1974-1975 (girone F)
Campionato serie D 1977-1978 Montecatini
- Campionato italiano Serie C2: 1

Carrarese: 1981-1982 (girone A)
- Coppa Italia Serie C: 1

Carrarese: 1982-1983
- Campionato italiano Serie C1: 1

Brescia: 1984-1985 (girone A)